# Cheiracanthium vansoni
Cheiracanthium vansoni là một loài nhện trong họ Miturgidae.
Loài này thuộc chi Cheiracanthium. Cheiracanthium vansoni được George Newbold Lawrence miêu tả năm 1936.